# Obvyklý začátek
Obvyklý začátek (církevně slovansky: načálo obýčnoje) je soubor modliteb, kterými se obvykle začínají různé bohoslužby horologionu anebo pobožností v pravoslaví a řeckokatolické církvi (a církvích byzantského ritu). Není to jen vstup do bohoslužby ale i modlitba jako taková. 

## Průběh
Po úvodním vzývání „Požehnaný Bůh náš…“ anebo pokud není kněz tak po „Na přímluvu našich svatých otců…“, následuje „Sláva tobě, Bože náš, sláva tobě“ a modlitba k Svatému duchu „Králi nebeský…“, která se v období od Velikonoc do Letnic vynechává a nahrazuje modlitbou „Vstal z mrtvých Kristus smrtí smrt překonal“. 
Za ní jde další celek, který se i na jiných místech v bohoslužbách často opakuje. Tvoří ho 3× Trojsvatá píseň, Sláva Otci, modlitba „Přesvatá Trojice, smiluj se nad námi…“, 3× „Pane, smiluj se“ a opět Sláva Otci po kterém přichází modlitba Otčenáš. Zde při některých bohoslužbách obvyklý začátek konči.
Nejčastěji obvyklý začátek obsahuje ještě závěrečnou část. Na konci za Otčenášem následuje 12× modlitba „Pane, smiluj se“, Sláva Otci a v úplném závěru „Pojďte, pokloňme se…“.
Když se slavení několika bohoslužeb spojí (např. devátá hodinka a večerňa), tak se celý obvyklý začátek užívá jen před první z nich a před druhou se modlí „Pojďte, pokloňme se…“.
V kněžských a biskupských částech jsou v obvyklém začátku jen úvodní zvolání a doxologie po „Otče náš“, ostatní části může přednášet lid nebo čtec (neboli žalmista).